# Medicina tradicional indígena

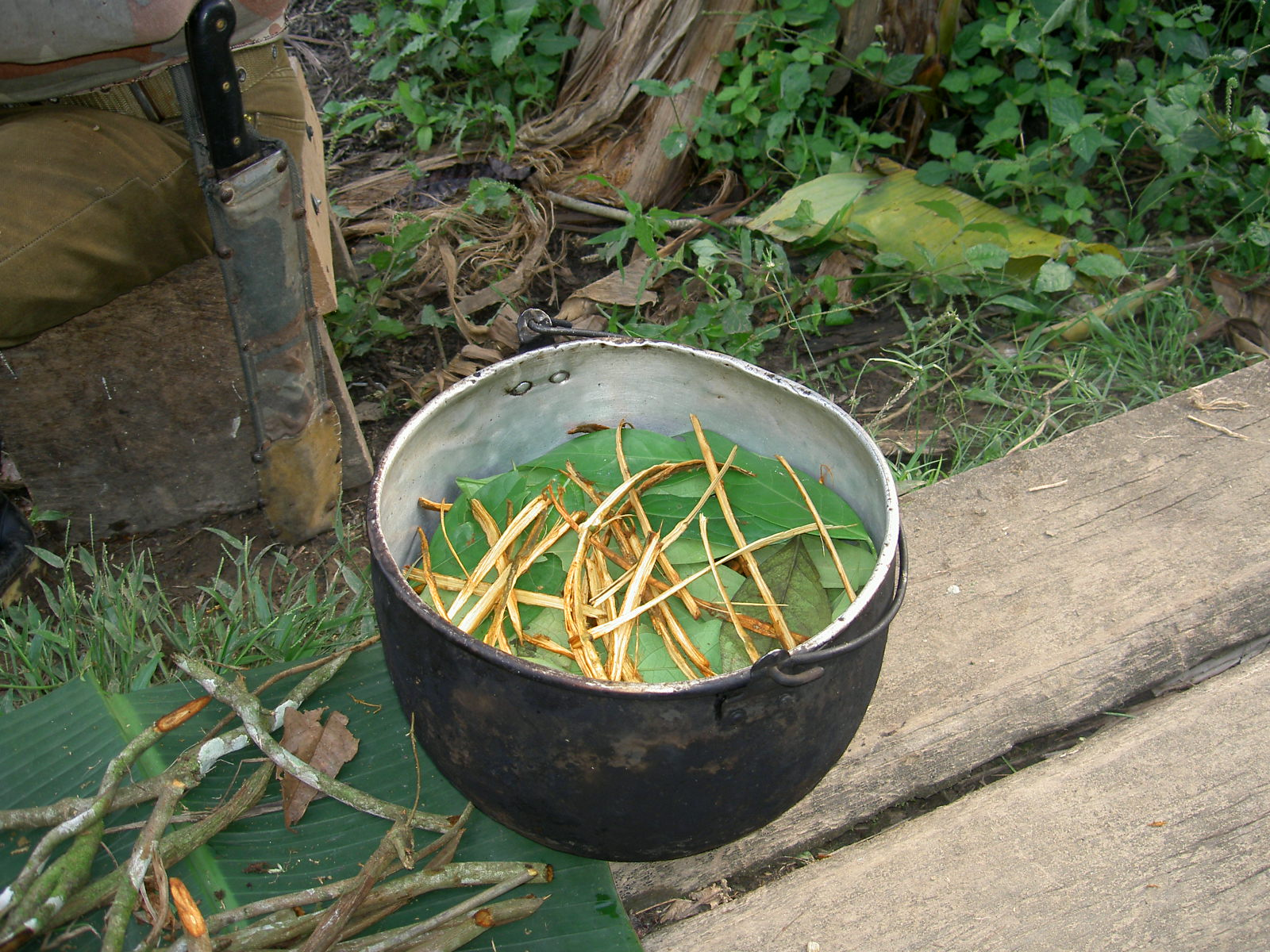
As plantas são usadas para tratar diversas condições de saúde, como é o caso da ayahuasca.

A medicina tradicional indígena no Brasil reflete a diversidade cultural e os conhecimentos milenares das populações originárias, sendo um patrimônio imaterial que combina práticas curativas, espirituais e preventivas. Estas práticas baseiam-se na relação simbiótica entre o ser humano e a natureza, com o uso de plantas medicinais, rituais espirituais, e o conhecimento transmitido oralmente entre gerações. Essa medicina não apenas promove a cura de enfermidades, mas também reforça a identidade cultural dos povos indígenas e sua relação simbiótica com o meio ambiente.

## Fundamentos

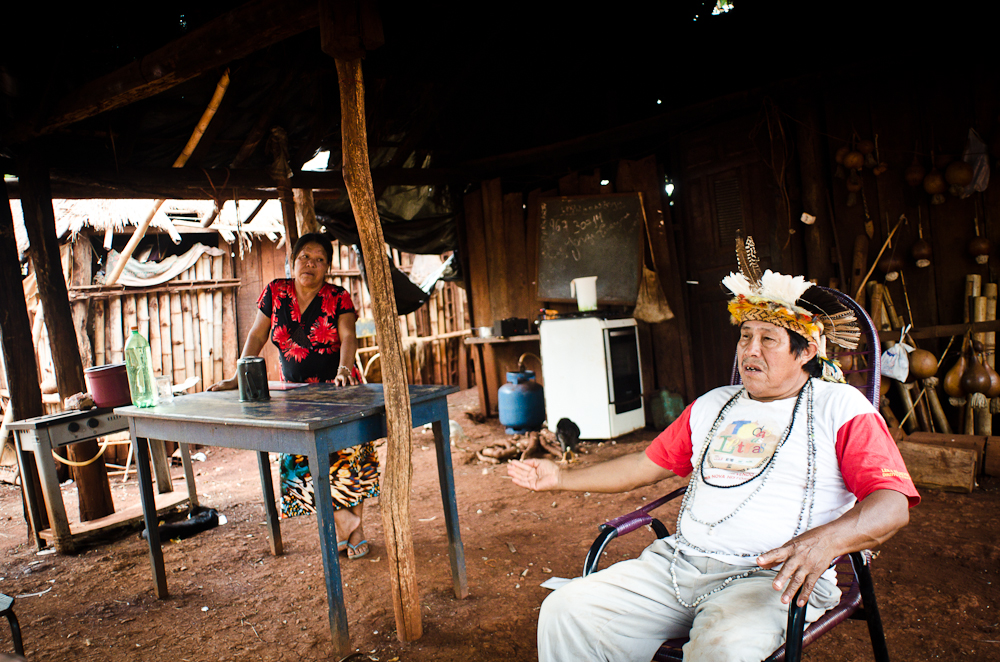
Expedição Guarani Kaiowa - Dourados (MS)

"(...) Entre os Kaiowa as práticas de cura não podem ser entendidas como um processo voltado exclusivamente à recuperação das condições de saúde dos indivíduos. Elas estão, na verdade, intimamente ligadas a equilíbrios sociais e cósmicos, que devem ser garantidos ou restabelecidos em contextos históricos, territoriais e ambientais específicos, nos quais esses indígenas desenvolvem sua existência individual e coletiva, implementando uma particular tradição de conhecimento, baseada no xamanismo. (...)"
A relação entre saúde e espiritualidade entre os Kaiowa revela uma compreensão ampla e integrada da vida, na qual os processos de cura transcendem a simples recuperação física. Para esse povo, saúde é indissociável do equilíbrio social, cósmico e ambiental, refletindo uma visão holística que considera o indivíduo como parte de um sistema maior, em constante interação com seu território e com as forças que o permeiam. Nesse contexto, a prática do xamanismo desempenha um papel central, funcionando como um canal para acessar e restabelecer essas harmonias.
A cura, portanto, não se restringe ao corpo físico, mas envolve a alma (ayvu), as relações familiares, as normas sociais e até mesmo o respeito aos ciclos naturais e aos espíritos que habitam o mundo. Os rituais xamânicos se tornam momentos em que a comunidade reafirma sua identidade cultural e fortalece os laços coletivos, ao mesmo tempo em que lida com as adversidades individuais ou grupais. Assim, os conhecimentos tradicionais dos Kaiowa vão além de um simples método terapêutico, constituindo-se em uma forma de viver e interpretar o mundo, profundamente conectada às suas crenças e ao território que habitam.
Esse entendimento amplo das práticas de cura, como enfatizado pelos antropólogos Fabio Mura e Alexandra Barbosa da Silva, ilustra não apenas a complexidade das relações culturais dos Kaiowa, mas também a importância de valorizar e respeitar suas tradições em contextos de políticas públicas de saúde. É essencial compreender que para esses povos, tratar uma doença significa, muitas vezes, resgatar equilíbrios fundamentais para a manutenção de sua existência enquanto grupo social e cultural.

## Práticas e Uso de Plantas Medicinais
Segundo os antropólogos Fabio Mura e Alexandra Barbosa da Silva, os Kaiowa possuem um extenso e detalhado conhecimento sobre o uso de plantas medicinais e gorduras de animais para tratar diversas doenças, como dores abdominais, diarreias, dores musculares e articulares. Quando essas doenças são consideradas leves e passageiras, o tratamento geralmente não requer práticas de cura espiritual, sendo suficiente o uso de remédios caseiros (pohã). Esses remédios podem ser recomendados por qualquer pessoa da família que tenha conhecimento, especialmente os mais velhos.
No entanto, para enfermidades que afetam a cabeça, região considerada pelos Kaiowa como o local de manifestação da ayvu (a alma), a cura espiritual é vista como mais eficaz. Se os sintomas não forem graves ou crônicos, também é possível recorrer a medicamentos da medicina ocidental ou tratamentos prescritos por curandeiros, indígenas ou não, que vivem em cidades próximas ao território tradicional Kaiowa.
Em casos de doenças leves, a ayvu não é vista como estando em grave risco, permitindo a combinação de diferentes práticas médicas. Contudo, se essas enfermidades se tornarem recorrentes ou evoluírem para quadros mais graves, a interpretação e o tratamento passam a exigir maior atenção. Quando a ayvu está em perigo, a cura espiritual torna-se a abordagem prioritária, enquanto outras práticas são vistas como secundárias, ineficazes ou até prejudiciais.
Os Kaiowa também associam a persistência dos sintomas ou mudanças bruscas de comportamento, como agressividade, a condições clínicas e emocionais alteradas. Essas condições refletem fatores sociais, emocionais e ambientais que afetam o indivíduo, além das causas da doença. Doenças mentais, conhecidas como teko tavy, são tratadas de maneira distinta, envolvendo uma análise profunda do contexto do paciente.
Segundo Mura e Silva, o enfraquecimento da ayvu pode ser provocado pela transgressão de normas sociais, tanto por parte da vítima quanto de seus familiares próximos. Essas transgressões estão relacionadas a momentos críticos da vida, considerados "estados quentes" (teko aku), como a primeira menstruação, gravidez, parto ou mudanças corporais na adolescência, e podem ser vistas como causas potenciais para o surgimento de doenças.

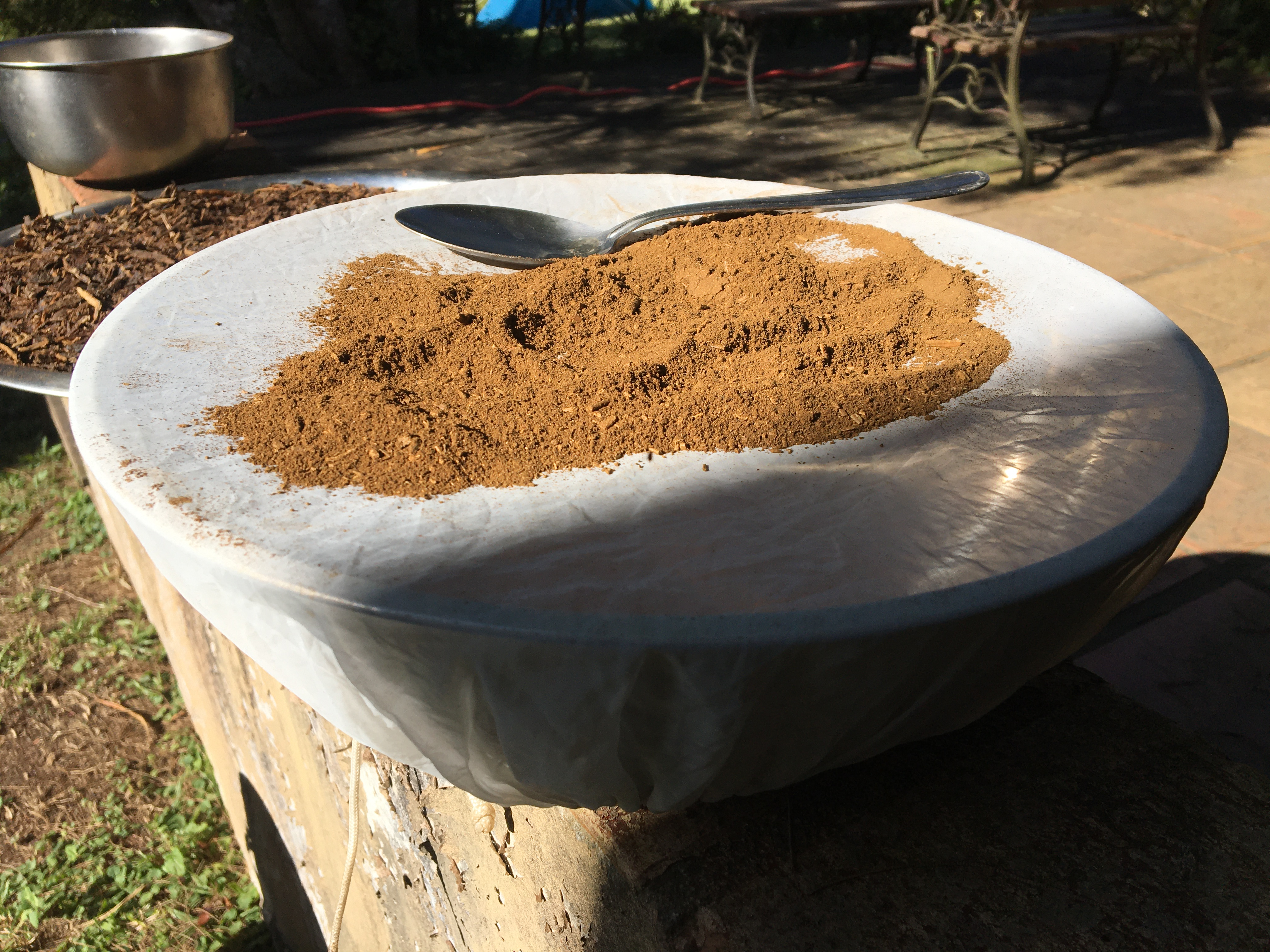
Rapé: É o pó extraído das folhas de tabaco que, moído e torrado e é assoprado no nariz por alguém ou sozinho.

### Conexão com a Natureza e Uso de Plantas Medicinais

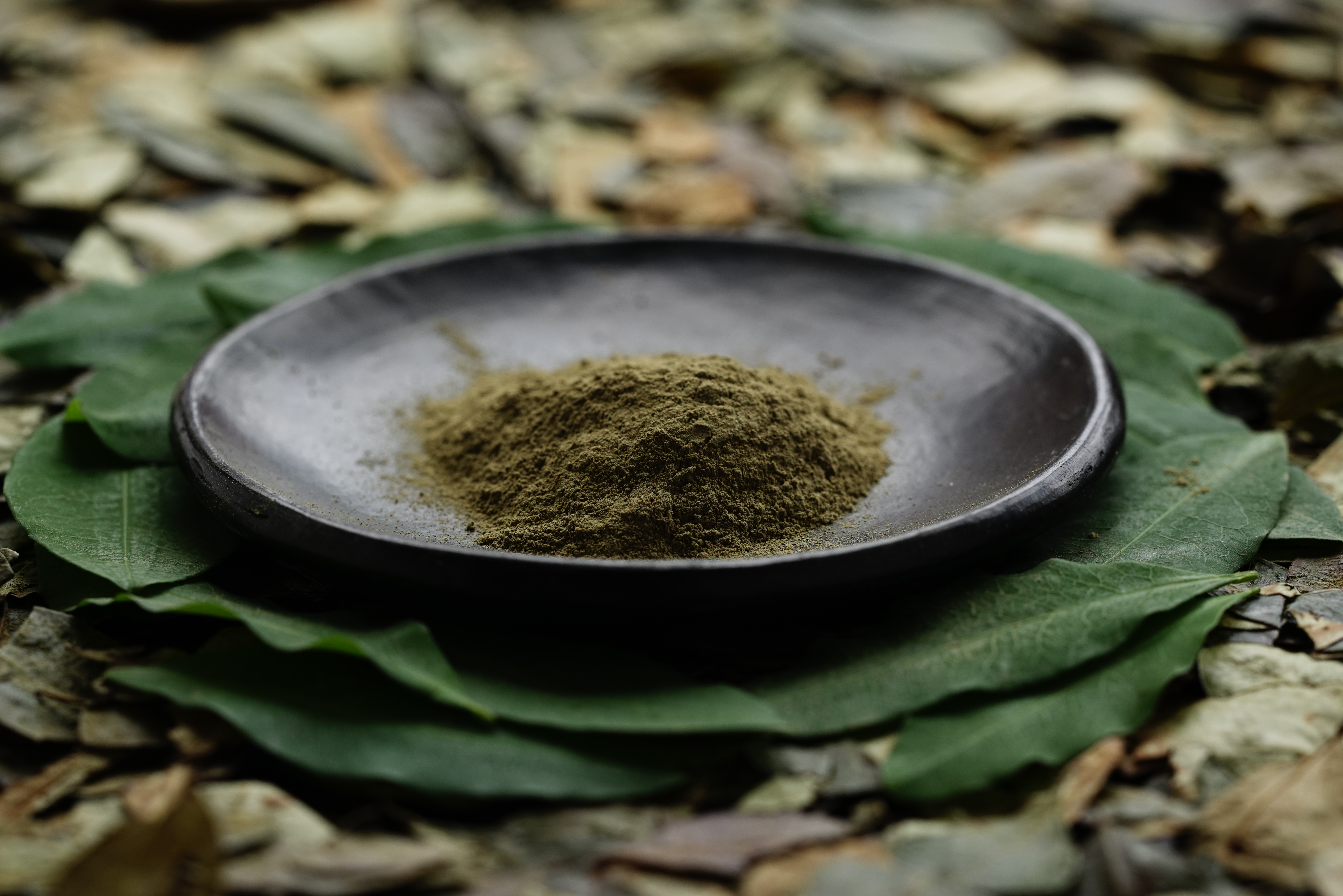
Mambe ou ypadu é feito de folhas de coca torradas e moídas com cinzas.

A relação intrínseca entre os povos indígenas e a natureza faz com que a medicina indígena seja amplamente baseada no uso de plantas e ervas. Cada povo indígena incorpora suas tradições culturais, saberes ancestrais e os recursos disponíveis em seus territórios para desenvolver tratamentos que atendem a diversas necessidades de saúde.
Um exemplo notável é a Cartilha de Plantas Medicinais (Rau Xarabu), que documenta as espécies mais utilizadas na Terra Indígena Kaxinawá Nova Olinda, localizada em Feijó, Acre. Entre as plantas mencionadas estão:
- Anu Nisũ: utilizada para tratar dores de cabeça e no corpo;
- Baka Hatu: indicada para dores de estômago;
- Mani Hushĩ Rau ou Hasĩ Testu: empregada contra a falta de apetite;
- Xinu Kaxka: usada para febre e dor de cabeça;
- Xixi Itsa: eficaz no combate a dores de cabeça e sintomas gripais.

Além disso, povos da Amazônia, como os Yawanawás, fazem uso da ayahuasca em práticas rituais e terapêuticas, além de outras substâncias como rapé, mambe e toé, cada uma com suas propriedades específicas e significados culturais.
A diversidade da flora amazônica é um fator crucial para a riqueza da medicina indígena. Estima-se que apenas nessa região existam cerca de 25 mil espécies de plantas utilizadas para tratar uma ampla gama de condições. Esse vasto conhecimento fitoterápico demonstra não apenas a eficiência dos tratamentos, mas também a conexão profunda dos povos indígenas com o equilíbrio ecológico e espiritual de seus ambientes.

## Desafios e Avanços
A medicina tradicional indígena no Brasil constitui um vasto e complexo sistema de saberes que atravessa gerações, oferecendo cuidados de saúde baseados na relação integral entre corpo, mente e espírito. Em um esforço de reconhecimento, o projeto Sonhação, liderado pelo Instituto Leônidas & Maria Deane (Fiocruz Amazônia), Associação Rede Unida e Rede Unida Itália, busca legitimar essas práticas dentro do Sistema Único de Saúde (SUS). A proposta é não apenas beneficiar os povos indígenas, mas também ampliar o acesso da população em geral a essas formas de cuidado.
As práticas indígenas, conduzidas principalmente por pajés, incluem o uso de plantas medicinais, rituais e técnicas terapêuticas que envolvem um profundo conhecimento das relações ecológicas e espirituais. Esses saberes são transmitidos oralmente e configuram um sistema organizado de aprendizado, que capacita especialistas em técnicas de cura. Segundo o antropólogo João Paulo de Lima Barreto, da etnia Tukano, é necessário abandonar o conceito de "medicina alternativa" e reconhecer essas práticas como um sistema autônomo e legítimo, dado que possui suas próprias tecnologias e instituições.
No contexto da saúde indígena, o cuidado ultrapassa barreiras de gênero, priorizando uma abordagem coletiva e inclusiva. O Centro de Medicina Indígena Bahserikowi, localizado em Manaus, exemplifica esse modelo ao oferecer proteção, promoção, prevenção e cura de maneira integrada, abordando a saúde como um processo comunitário. Durante o Fórum de Medicina Indígena, realizado no âmbito do 6º Encontro da Regional Norte da Rede Unida, em Manaus, especialistas e movimentos sociais reforçaram a necessidade de um diálogo mais profundo com a Secretaria Especial de Saúde Indígena (Sesai), visando à integração dessas práticas no SUS.
A inclusão das medicinas indígenas enfrenta desafios significativos, como o preconceito e a falta de apoio das políticas públicas. Ainda assim, iniciativas como o projeto Sonhação demonstram o potencial transformador de valorizar esses saberes milenares e torná-los acessíveis a diferentes públicos. Essas práticas não apenas oferecem uma alternativa eficaz de cuidado, mas também promovem a preservação cultural e fortalecem os direitos dos povos indígenas no Brasil.